# 勒林茨·马顿
勒林茨·马顿（匈牙利語：Lőrincz Márton，1911年10月28日—1969年08月01日），匈牙利男子摔跤运动员。他曾代表匈牙利参加1936年夏季奥林匹克运动会摔跤比赛，获得男子古典式雏量级金牌。